# Lista orașelor din Argentina
Aceasta este o listă incompletă de orașe din Argentina.
| - Bahía Blanca - Buenos Aires - Córdoba - La Plata - Mar del Plata | - Mendoza - Rosario - Salta - Santa Fe - Tucumán |

## Orașe mari
Orașele mai importante din Argentina, cu numărul locuitorilor de la recensământul din 2010.

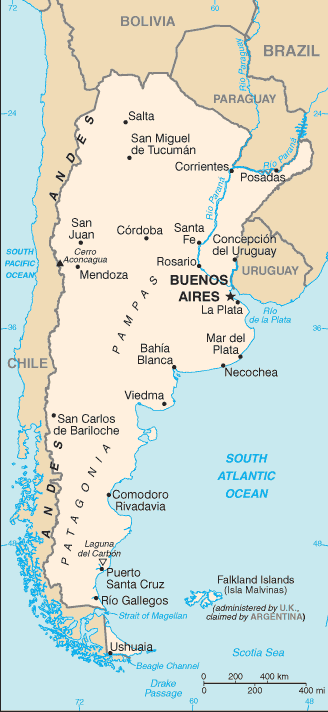
Map of Argentina

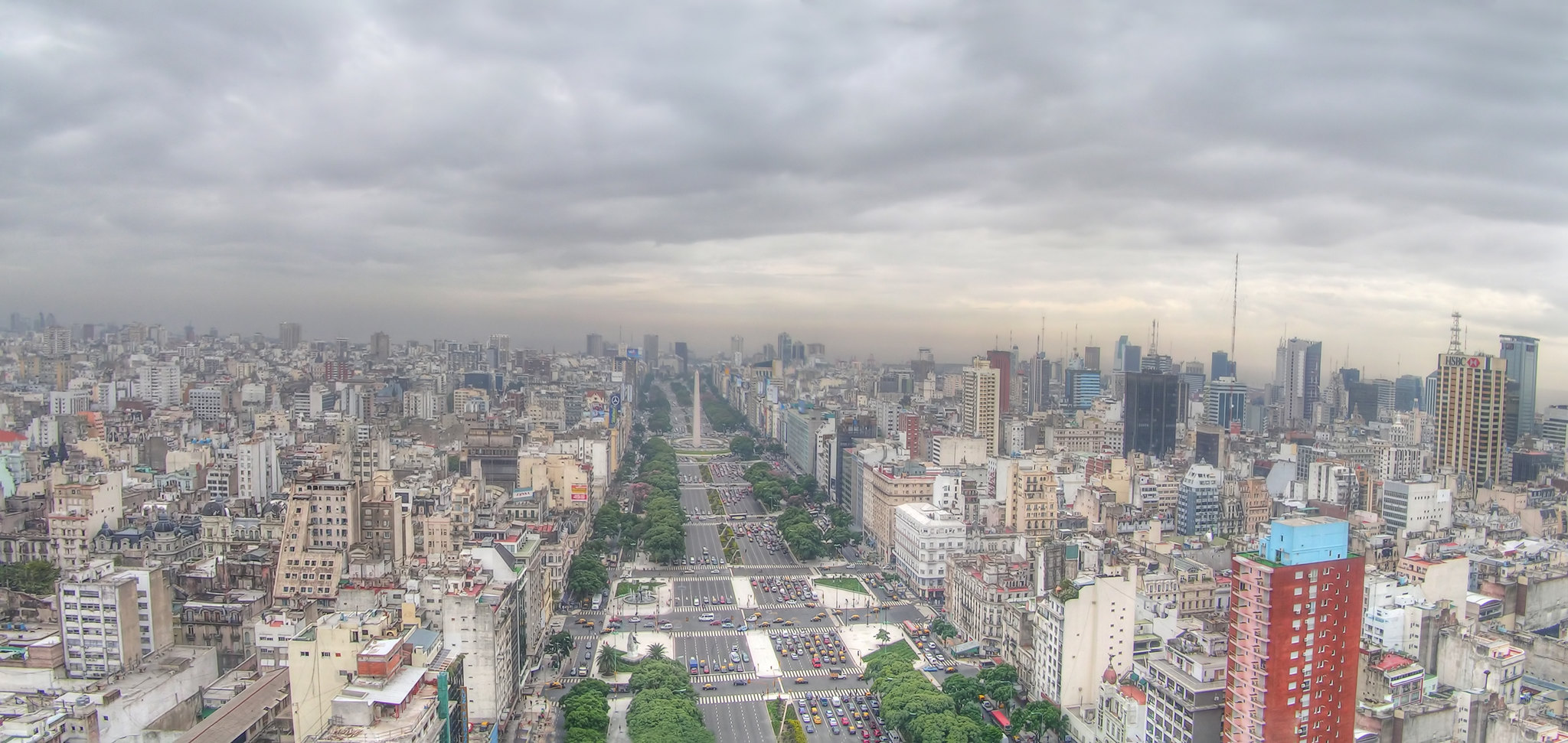
Buenos Aires, Capital of Argentina

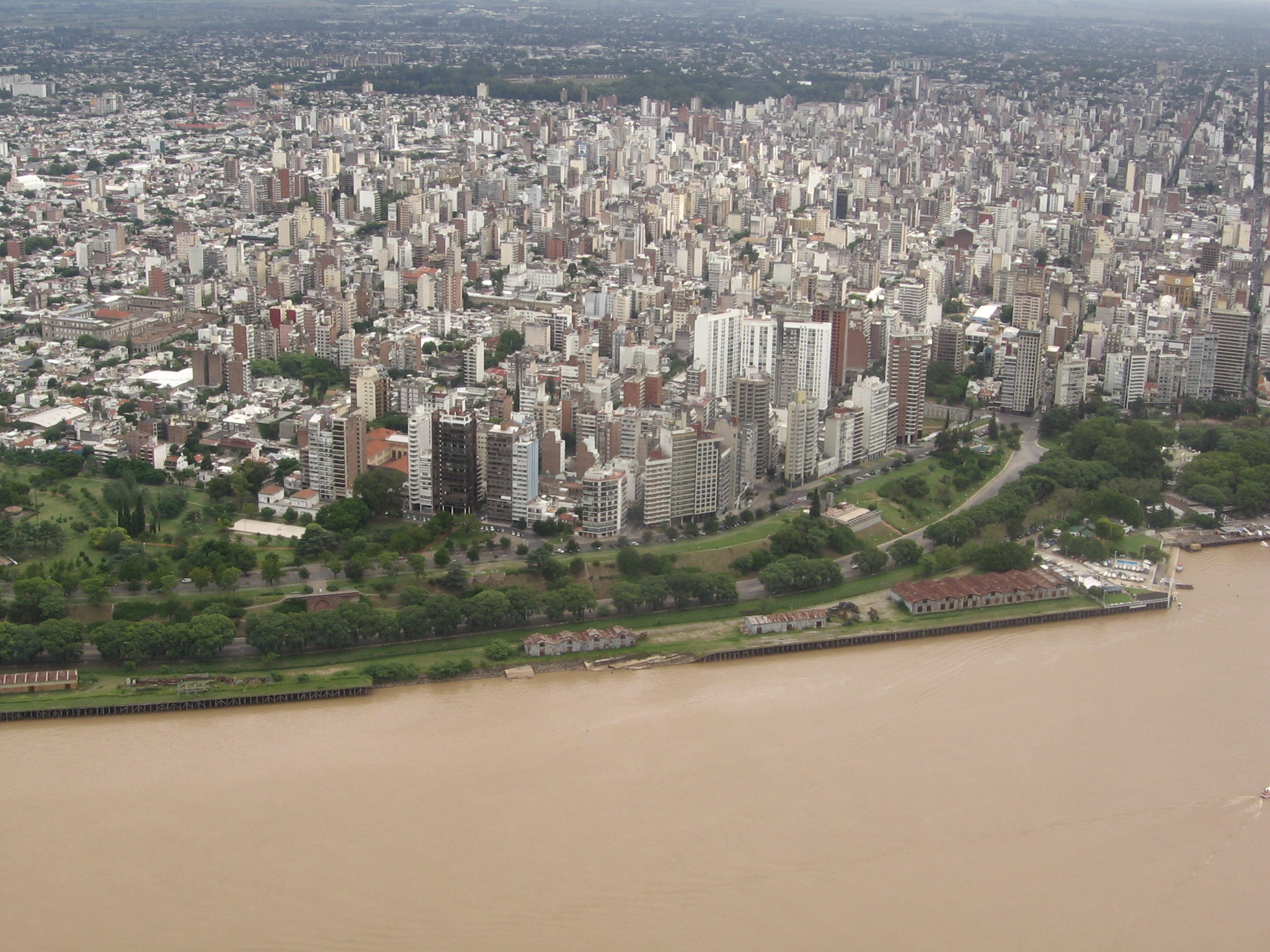
Rosario

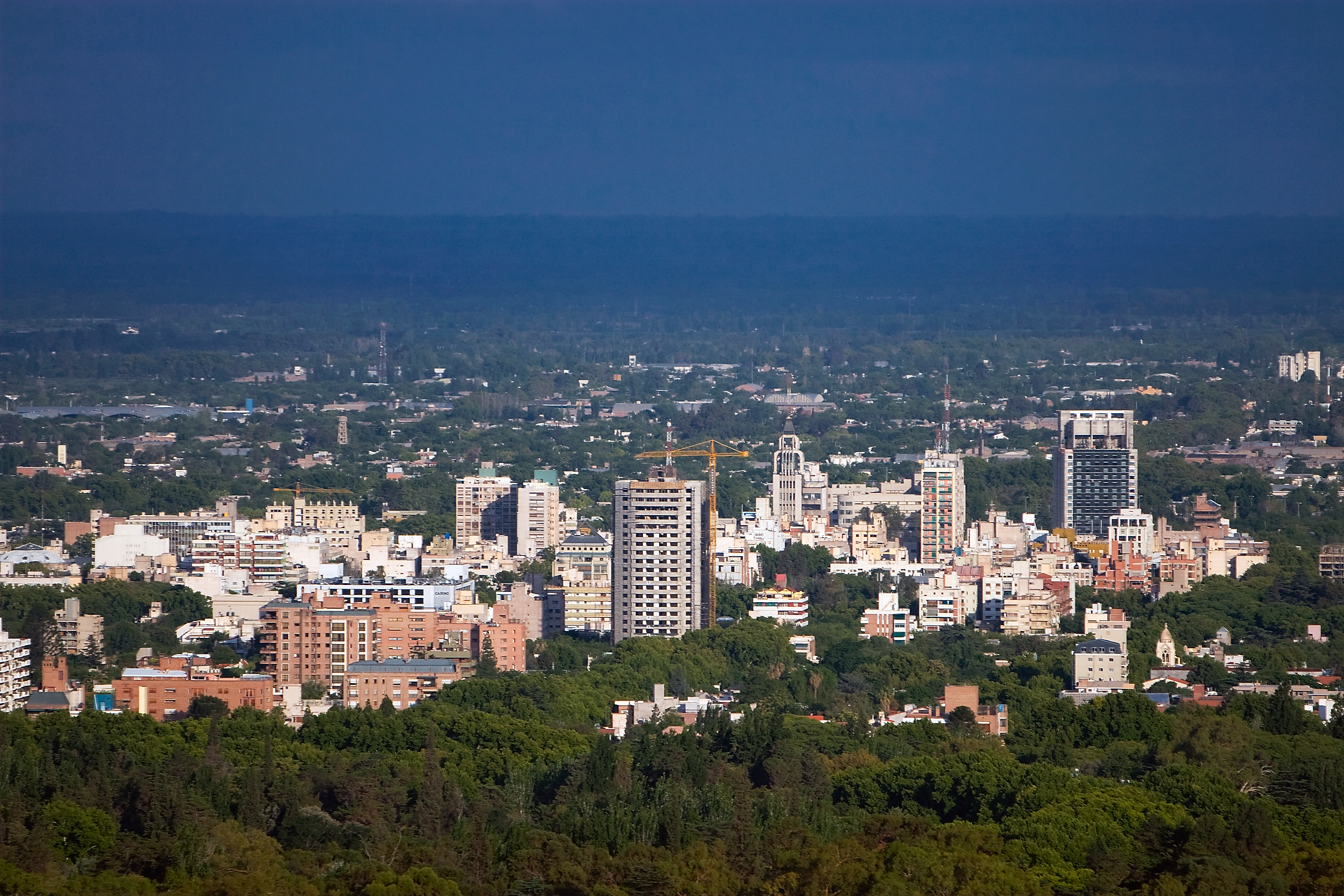
Mendoza

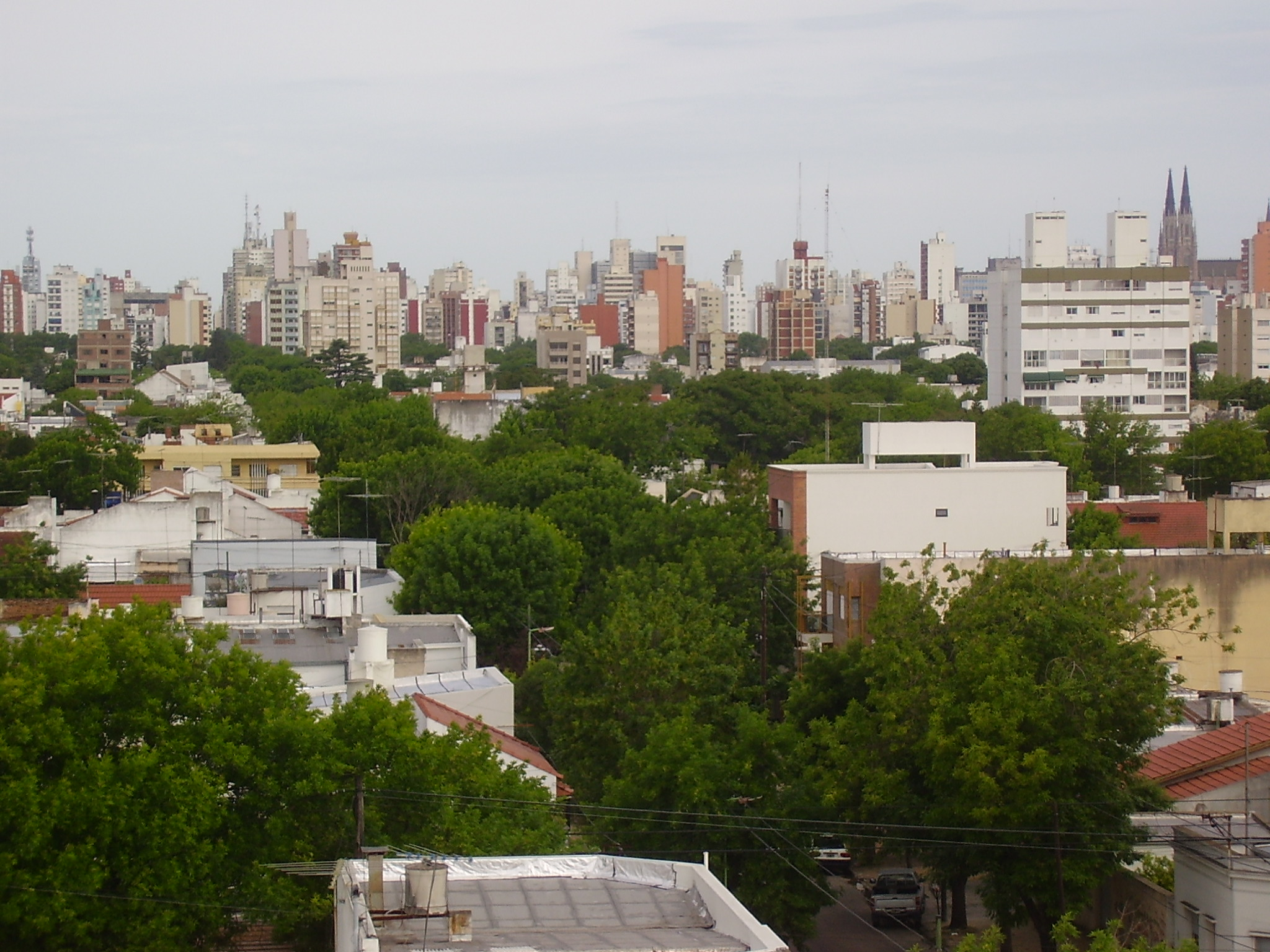
La Plata

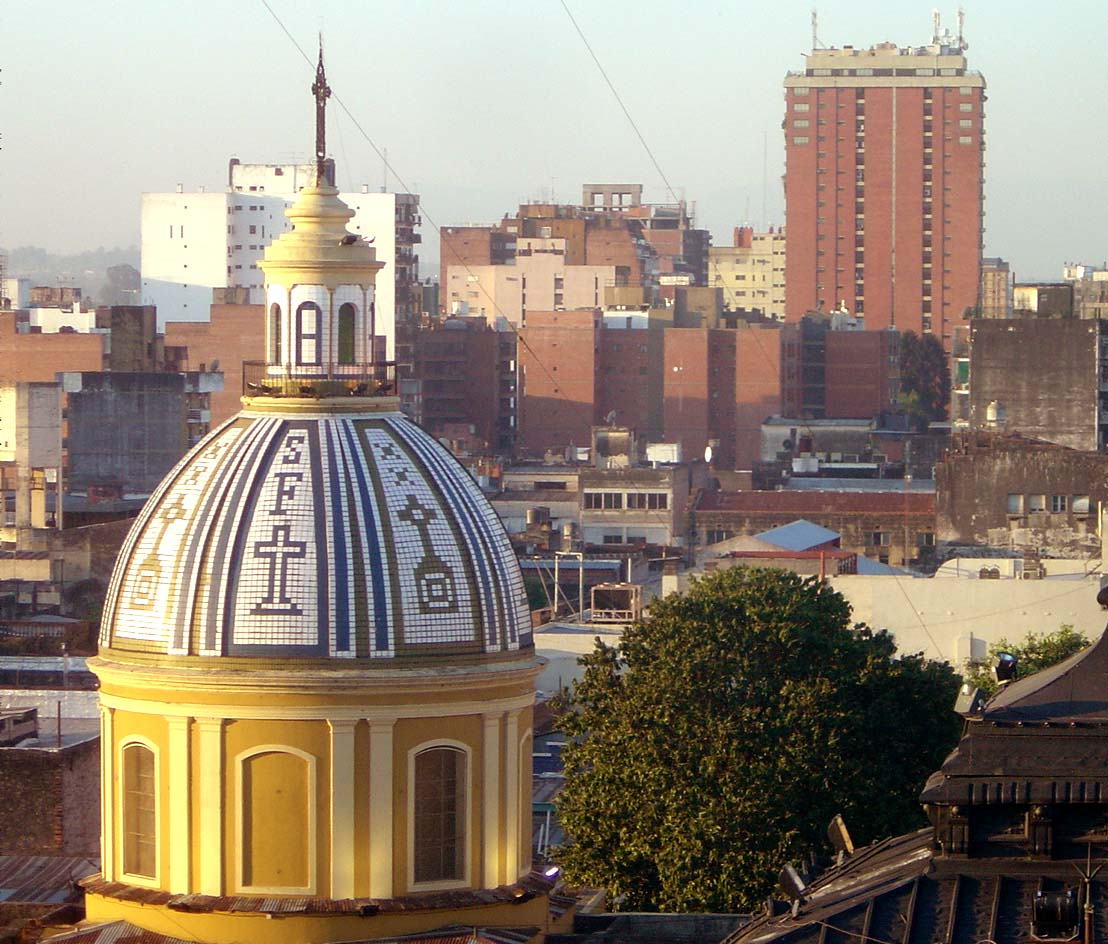
San Miguel de Tucumán

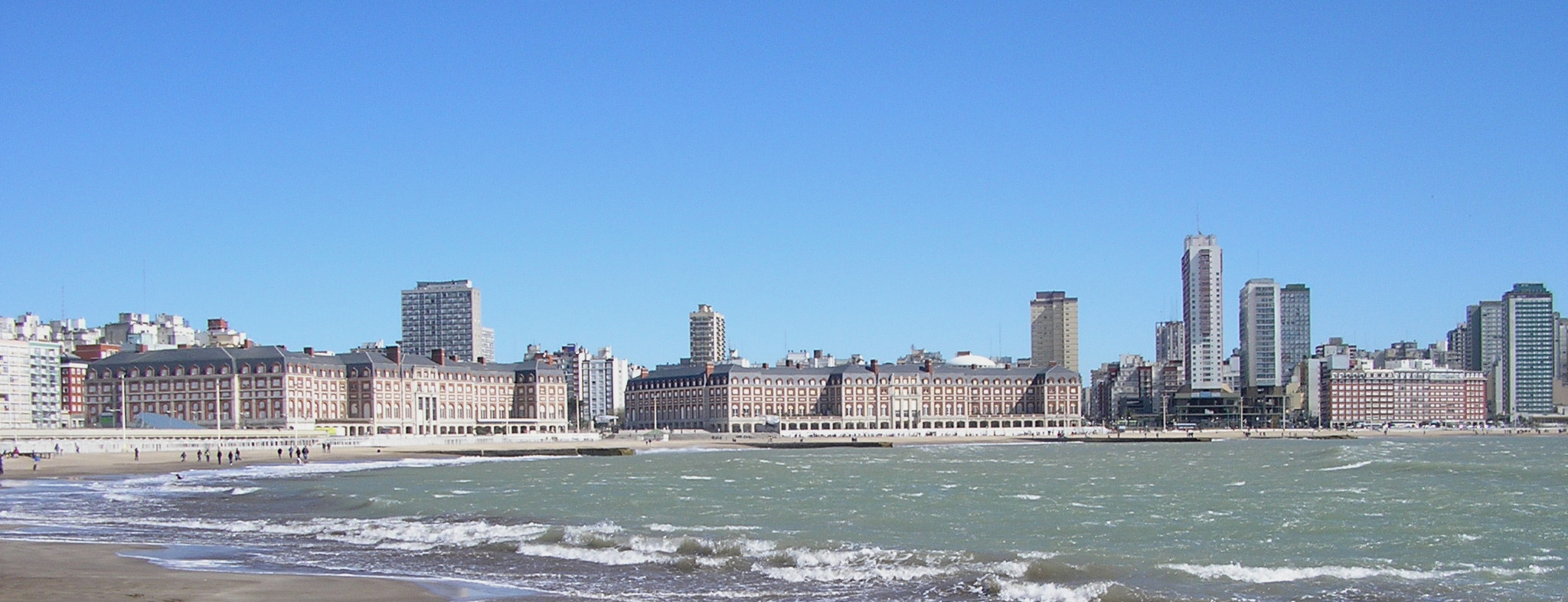
Mar del Plata

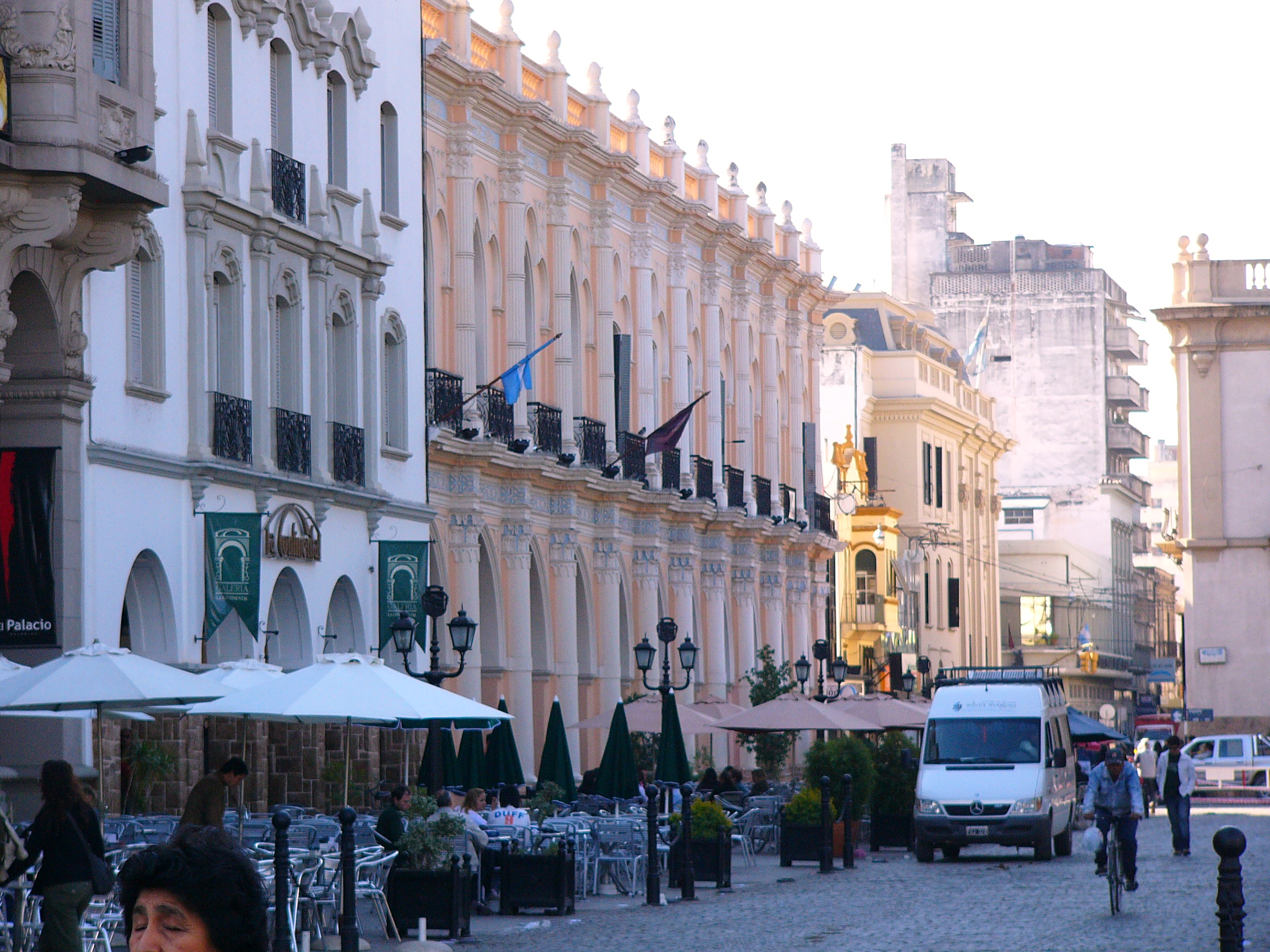
Salta

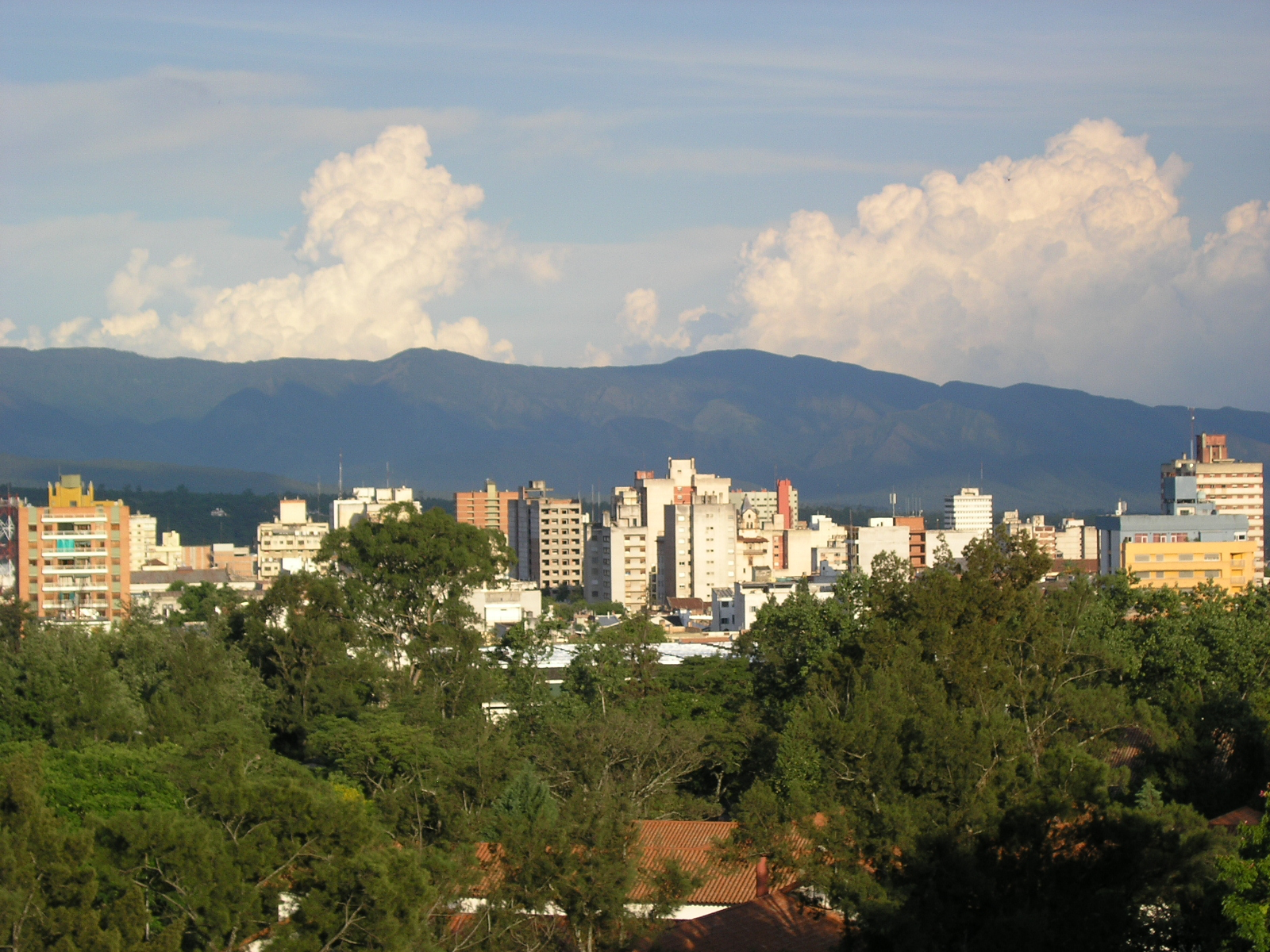
San Salvador de Jujuy

| Loc | Nume                                | Populație (2010) |
| --- | ----------------------------------- | ---------------- |
| 1.  | Buenos Aires                        | 13.588.171       |
| 2.  | Córdoba                             | 1.454.645        |
| 3.  | Rosario                             | 1.236.089        |
| 4.  | Mendoza                             | 937.154          |
| 5.  | La Plata                            | 794.327          |
| 6.  | Tucumán                             | 787.294          |
| 7.  | Mar del Plata                       | 593.337          |
| 8.  | Salta                               | 539.187          |
| 9.  | Santa Fe                            | 490.171          |
| 10. | San Juan                            | 461.213          |
| 11. | Resistencia                         | 385.726          |
| 12. | Santiago del Estero                 | 358.633          |
| 13. | Corrientes                          | 346.334          |
| 14. | Neuquén                             | 341.301          |
| 15. | Posadas                             | 319.469          |
| 16. | San Salvador de Jujuy               | 310.106          |
| 17. | Bahía Blanca                        | 291.327          |
| 18. | Paraná                              | 264.076          |
| 19. | Formosa                             | 222.226          |
| 20. | San Fernando del Valle de Catamarca | 197.413          |
| 21. | San Luis                            | 182.414          |
| 22. | La Rioja                            | 178.872          |
| 23. | Comodoro Rivadavia                  | 175.196          |
| 24. | Río Cuarto                          | 163.048          |

## Lista orașelor argentiniene de 45.000-150.000 de locuitori
Aceasta este o listă a localităților din Argentina de la 45.000 la 150.000 de locuitori ordonate după numărul populației, potrivit datelor recensământului INDEC. 2001.
- San Nicolás de los Arroyos (Buenos Aires) 125.408
- San Rafael (Mendoza) 104.782
- Rafael Castillo (Buenos Aires) 103.992
- Trelew (Chubut) 103,305
- Santa Rosa (La Pampa) 101.987
- Tandil (Buenos Aires) 101.010
- Villa Mercedes (San Luis) 97.000
- Puerto Madryn (Chubut) 93.995
- Morón (Buenos Aires) 92.725
- Virrey del Pino (Buenos Aires) 90,382
- Caseros (Buenos Aires) 90.313
- San Carlos de Bariloche (Río Negro) 90.000
- Maipú (Mendoza) 89.433
- Zárate (Buenos Aires) 86.686
- Burzaco (Buenos Aires) 86.113
- Pergamino (Buenos Aires) 85.487
- Grand Bourg (Buenos Aires) 85.159
- Monte Chingolo (Buenos Aires) 85.060
- Olavarría (Buenos Aires) 83.738
- Rawson (San Juan) 83.605
- Rafaela (Santa Fe) 82.530
- Junín (Buenos Aires) 82.427
- Remedios de Escalada (Buenos Aires) 81.465
- La Tablada (Buenos Aires) 80.389
- Río Gallegos (Santa Cruz) 79.072
- Campana (Buenos Aires) 77.838
- Presidencia Roque Sáenz Peña (Chaco) 76.377
- Rivadavia (San Juan) 75.950
- Florida (Buenos Aires) 75.891
- Villa Madero (Buenos Aires) 75.582
- Olivos (Buenos Aires) 75.527
- Gualeguaychú (Entre Ríos) 74.681
- Villa Gobernador Gálvez (Santa Fe) 74.658
- Villa Luzuriaga (Buenos Aires) 73.952
- Boulogne Sur Mer (Buenos Aires) 73.496
- Chimbas (San Juan) 73.210
- Ciudadela (Buenos Aires) 73.155
- Luján de Cuyo (Mendoza) 73.058
- Ezpeleta (Buenos Aires) 72.557
- Villa María (Córdoba) 72.162
- General Roca (Río Negro) 69.602
- San Fernando (Buenos Aires) 69.110
- Ciudad Evita (Buenos Aires) 68.650
- Venado Tuerto (Santa Fe) 68.508
- Bella Vista (Buenos Aires) 67.936
- Luján (Buenos Aires) 67.266
- San Ramón de la Nueva Orán (Salta) 66.579
- Cipolletti (Río Negro) 66.472
- Goya (Corrientes) 66.462
- Reconquista (Santa Fe) 66.187
- Wilde (Buenos Aires) 65.881
- Martínez (Buenos Aires) 65.859
- Necochea (Buenos Aires) 65.459
- Don Torcuato (Buenos Aires) 64.867
- Banda del Río Salí (Tucumán) 64.591
- Concepción del Uruguay (Entre Ríos) 64.538
- General Rodríguez (Buenos Aires) 63.317
- Villa Tesei (Buenos Aires) 63.164
- Ciudad Jardín El Libertador (Buenos Aires) 61.780
- Villa Carlos Paz (Córdoba) 60.900
- Sarandí (Buenos Aires) 60.725
- Villa Elvira (Buenos Aires) 59.476
- Villa Domínico (Buenos Aires) 58.824
- Béccar (Buenos Aires) 58.811
- San Francisco (Córdoba) 58.588
- Glew (Buenos Aires) 57.878
- Punta Alta (Buenos Aires) 57.296
- El Palomar (Buenos Aires) 57.146
- Rafael Calzada (Buenos Aires) 56,419
- Tartagal (Salta) 55.508
- San Pedro de Jujuy (Jujuy) 55.084
- Belén de Escobar (Buenos Aires) 55.054
- Mariano Acosta (Buenos Aires) 54.081
- San Francisco Solano (Buenos Aires) 53.363
- Los Polvorines (Buenos Aires) 53.354
- Azul (Buenos Aires) 53.054
- Chivilcoy (Buenos Aires) 52.938
- Lomas del Mirador (Buenos Aires) 52.971
- Río Grande (Tierra del Fuego) 52.786
- Guernica (Buenos Aires) 52.529
- General Pico (La Pampa) 52.414
- Mercedes (Buenos Aires) 51.967
- Bosques (Buenos Aires) 51.663
- Oberá (Misiones) 51.681
- Barranqueras (Chaco) 50.738
- Yerba Buena 50.057
- Villa Centenario (Buenos Aires) 49.737
- San Martín (Mendoza) 49.491
- Gobernador Julio A. Costa (Buenos Aires) 49.291
- William Morris (Buenos Aires) 48.916
- El Jagüel (Buenos Aires) 48.781
- Villa Mariano Moreno (Tucumán) 48.655
- Eldorado (Misiones) 47.794
- Longchamps (Buenos Aires) 47.622
- Clorinda (Formosa) 46.884
- Viedma (Río Negro) 46.767
- Concepcion (Tucumán) 46.194
- Tres Arroyos (Buenos Aires) 45.986
- Ushuaia (Tierra del Fuego) 45.205
- San Isidro (Buenos Aires) 45.190
- Palpala (Jujuy) 45.077

## Legături externe
- Population of world cities la Archive.is (archived 10 decembrie 2012)